# Тигровый зоопарк Сирача
Тигровый зоопарк Сирача (тайск. สวนเสือศรีราชา, англ. Sriracha Tiger Zoo) — это частный зоопарк в районе города Сирача, провинции Чонбури, Таиланд. Был основан в 1997 году и в основном работает в туристическо-развлекательном направлении. Основные посетители это туристы из Китая, Вьетнама, Кореи и России.

## Животные
Разнообразие видов животных в зоопарке не большое. В основном это бенгальские тигры, слоны, крокодилы и различные домашние животные, такие как верблюды, ослы, коровы, свиньи, домашние козы, кролики и другие. Из экзотических животных здесь ещё проживают капибары, скорпионы и амазонская рыба арапаима.
По данным на май 2013 года в зоопарке проживало более 450 тигров и несколько тысяч крокодилов. Крокодилы в основном выращиваются для сельскохозяйственных нужд. В зоопарке из крокодилов продаются различные сувениры, сушеное мясо, делаются лекарства народной медицины, а также мясо крокодила готовится в местном ресторане.

## Визитная карточка
Визитной карточкой зоопарка является вольер, где проживает свиноматка вскармливающая молоком тигрят и тигрица вскармливающая поросят. В прошлом поросята жившие с тигрицей были одеты в специальные кофты тигровой раскраски, фотографии которых после публикации в интернете стали популярны во всем мире. Сейчас поросят не одевают.

## Развлечение для туристов
- Шоу тигров, слонов и крокодилов
- Поросячьи бега
- Кормление тигров, тигрят, крокодилов и других животных
- Фотографии с тиграми, тигрятами и крокодилами
- Катание на слонах
- Тир

## Критика
Организация по защите прав животных Animal Welfare Institute опубликовала отчет, в котором критиковала содержание животных в зоопарке, жестокость применяемую на цирковом шоу с тиграми и со слонами, технику безопасности общения посетителей с животными и обвинила зоопарк в экспорте тигров в Китай. Обвинения не имели серьезных оснований, но к некоторым его пунктам зоопарк прислушался. В частности были упрощены ряд трюков на шоу животных, например слоны перестали ходить по канатам.

## Галерея

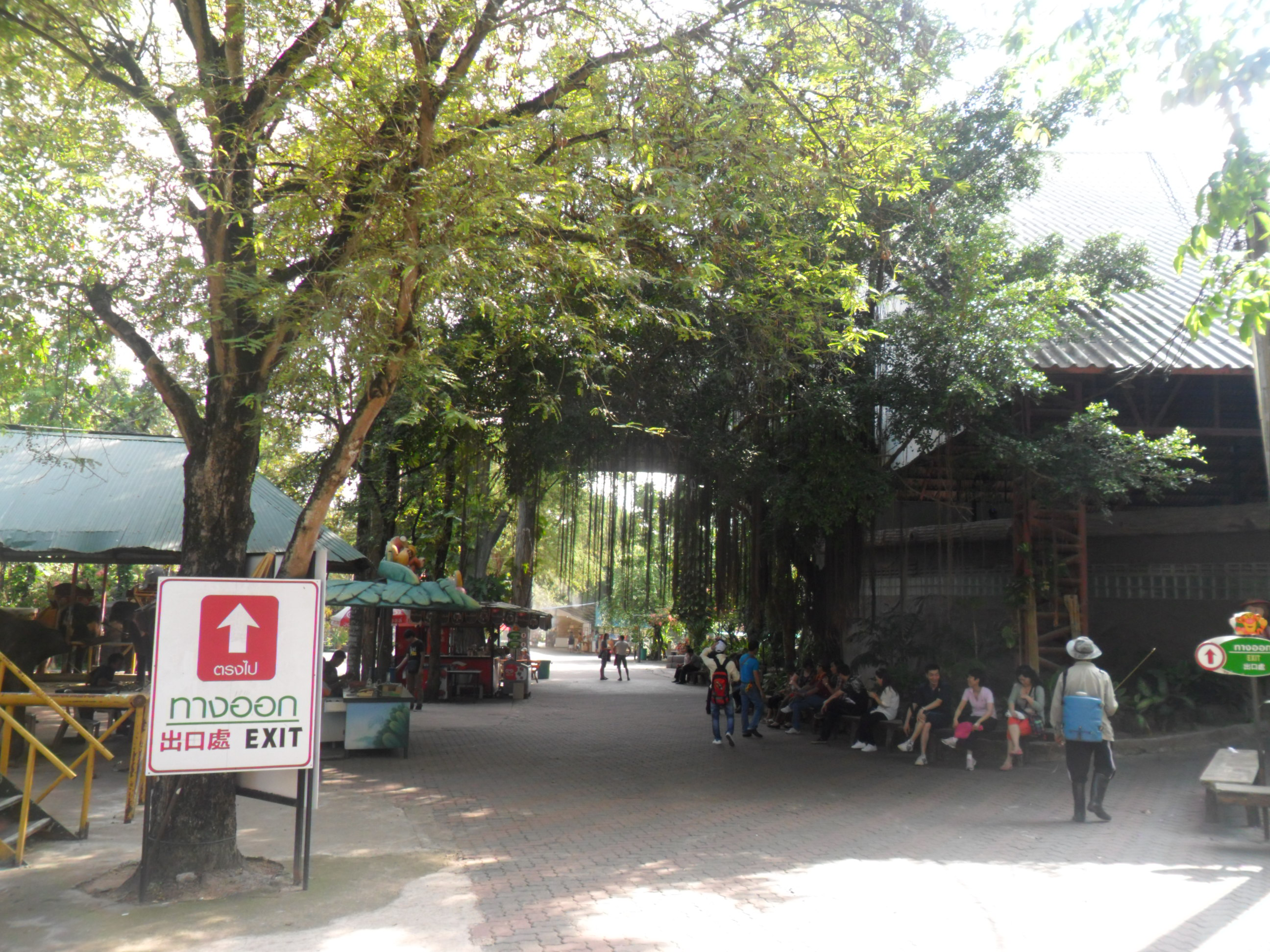
Тигровом зоопарк Сирача
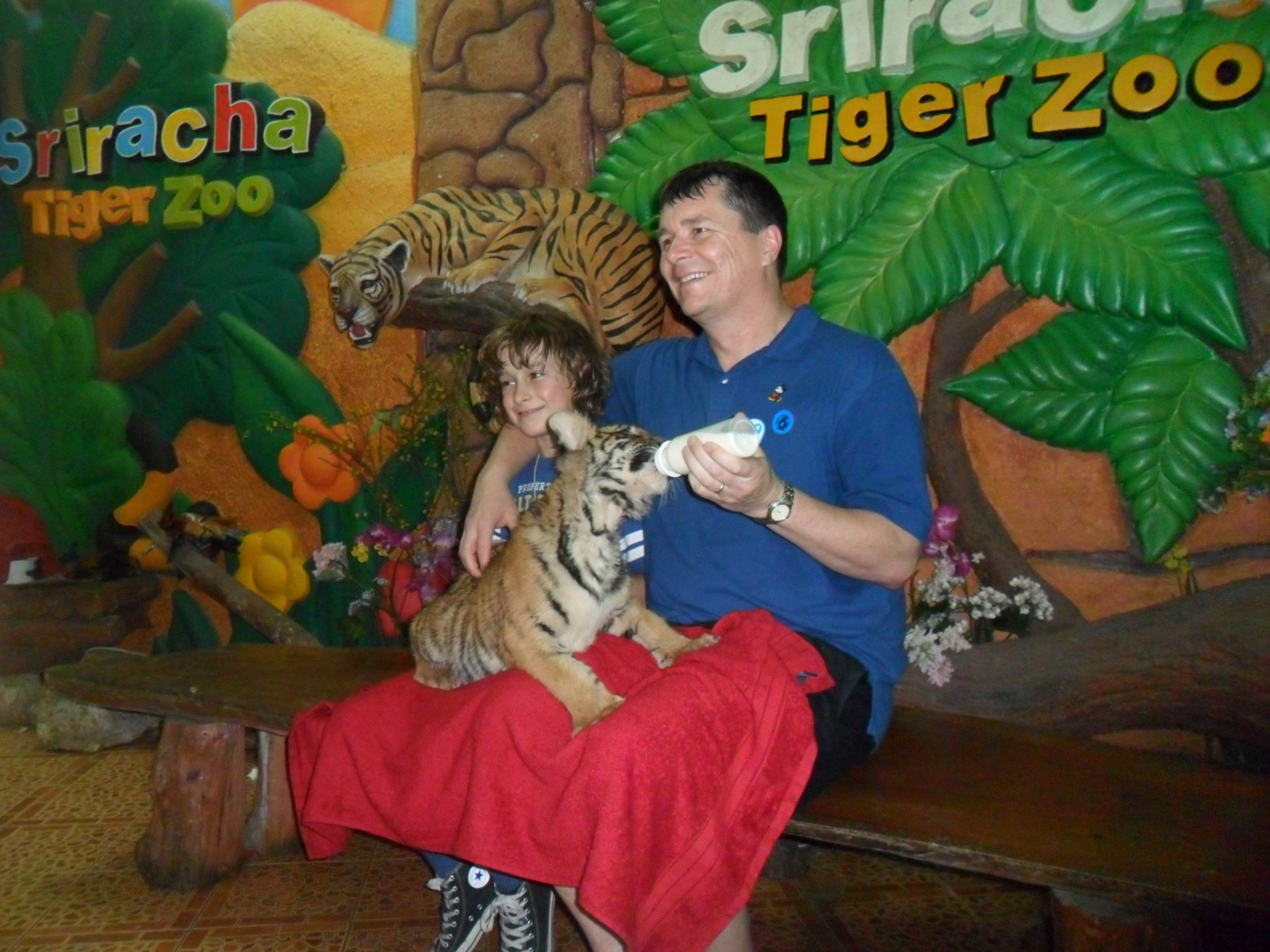
Кормление тигрят
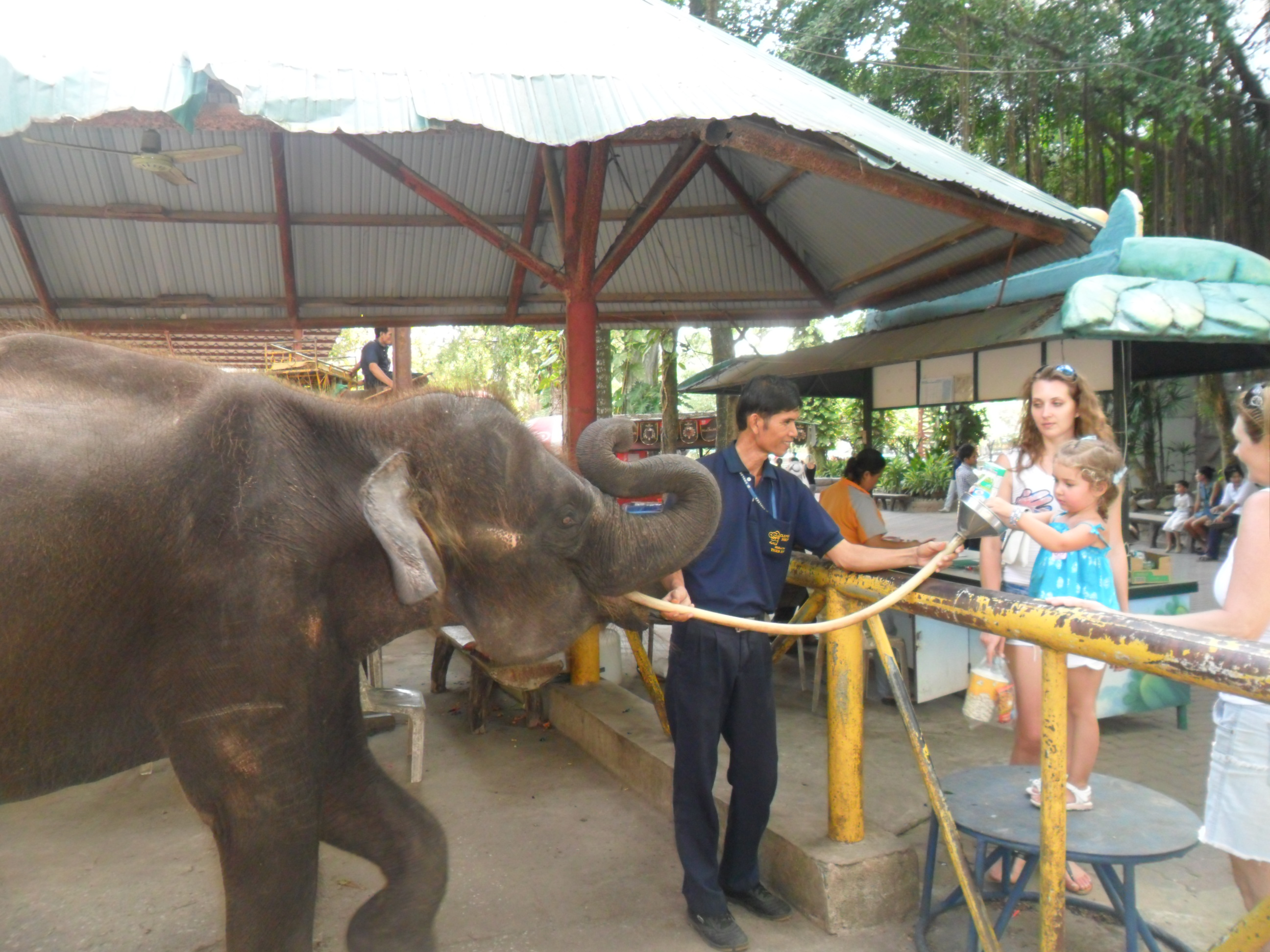
Кормление слоненка
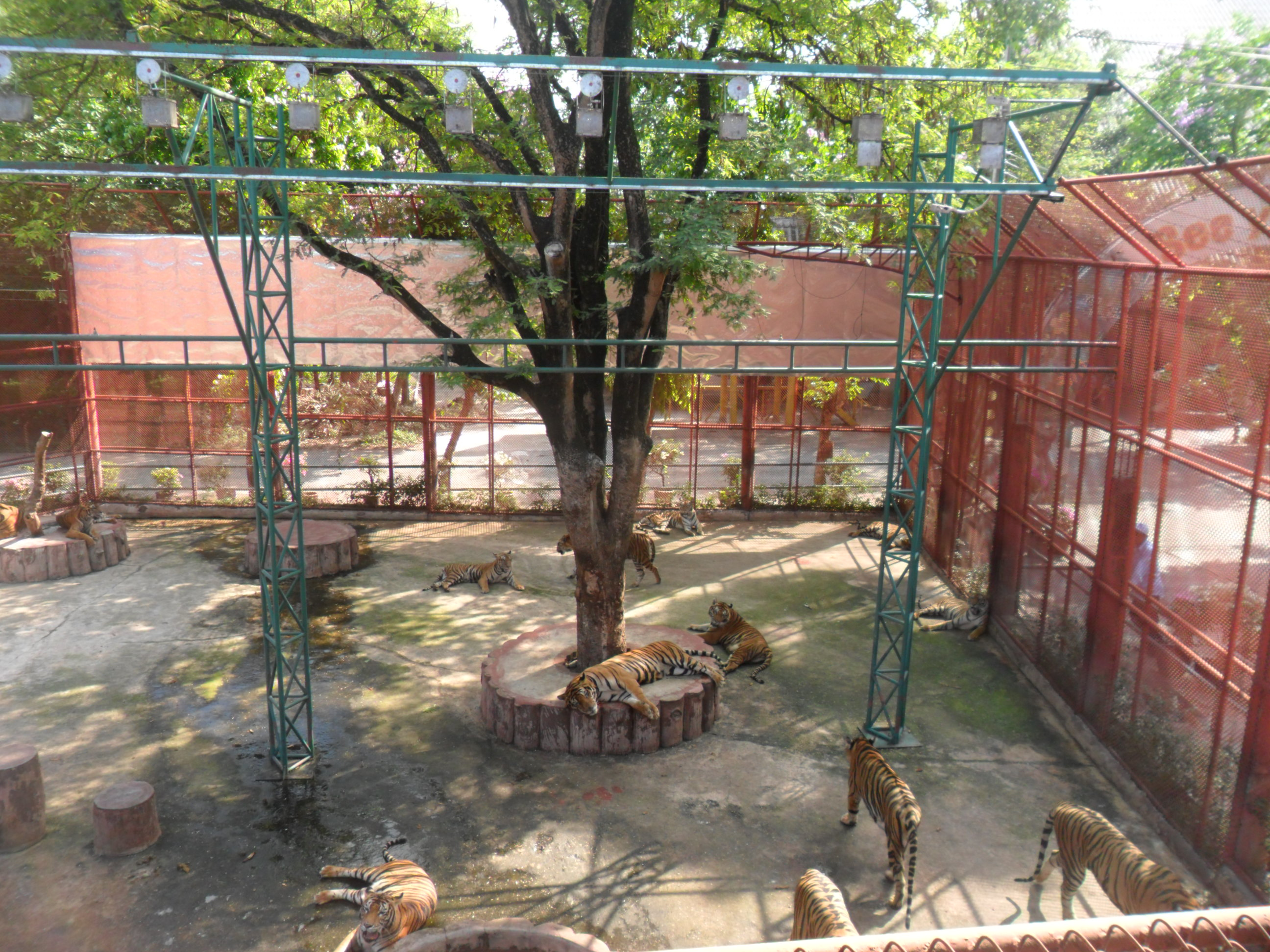
Тир в тигровом зоопарке Сирача
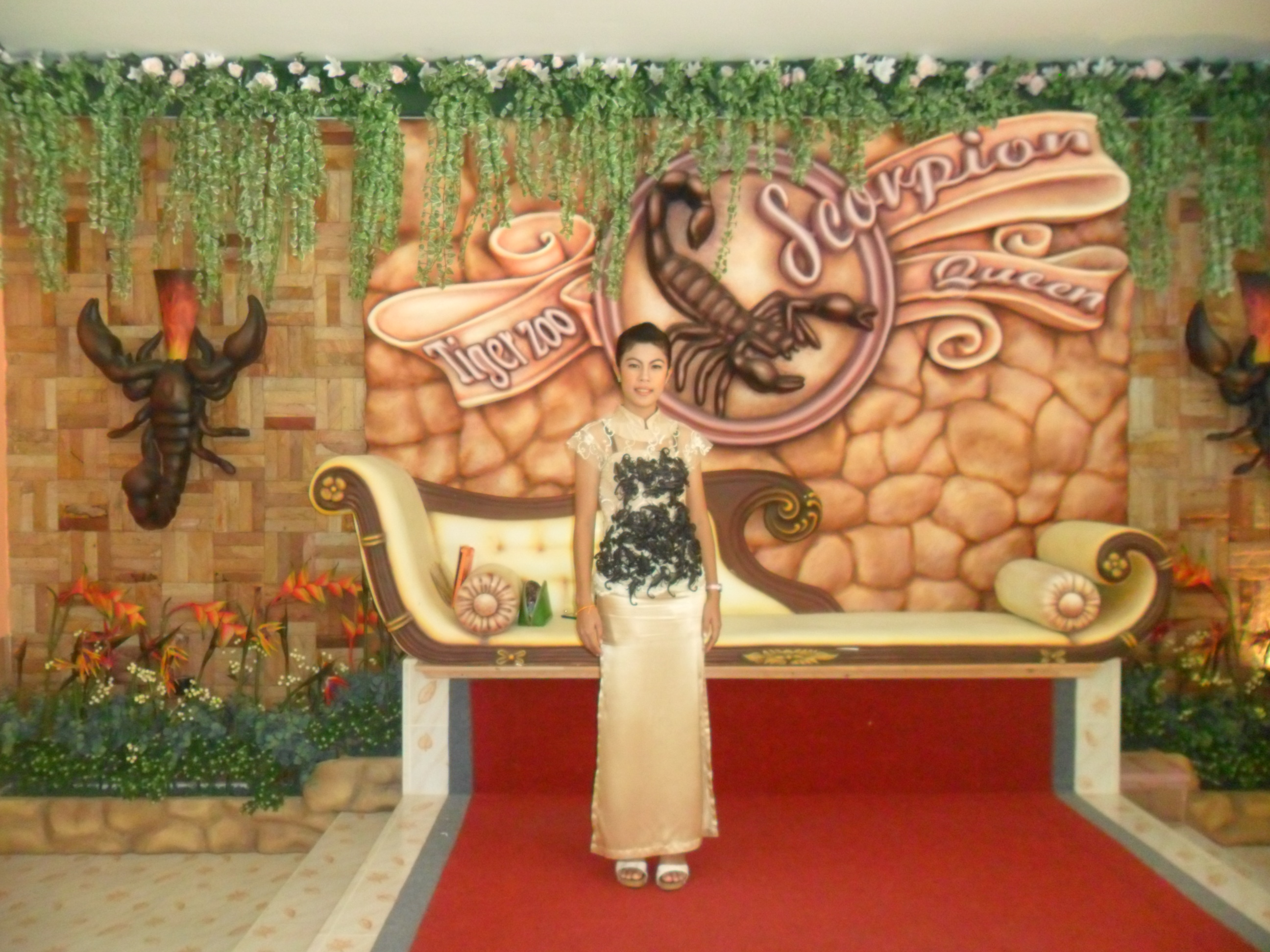
Королева скорпионов
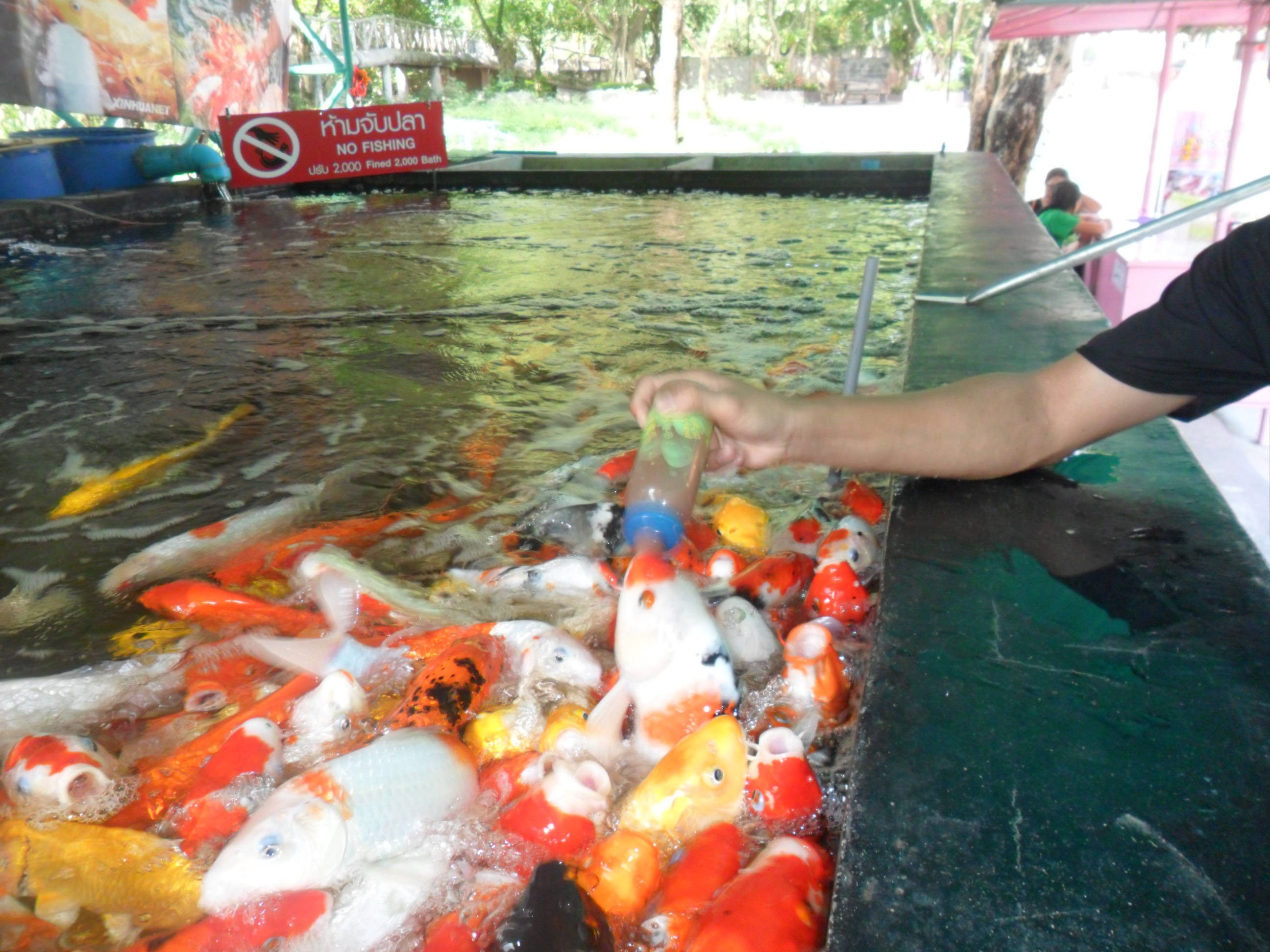
Кормление рыбок
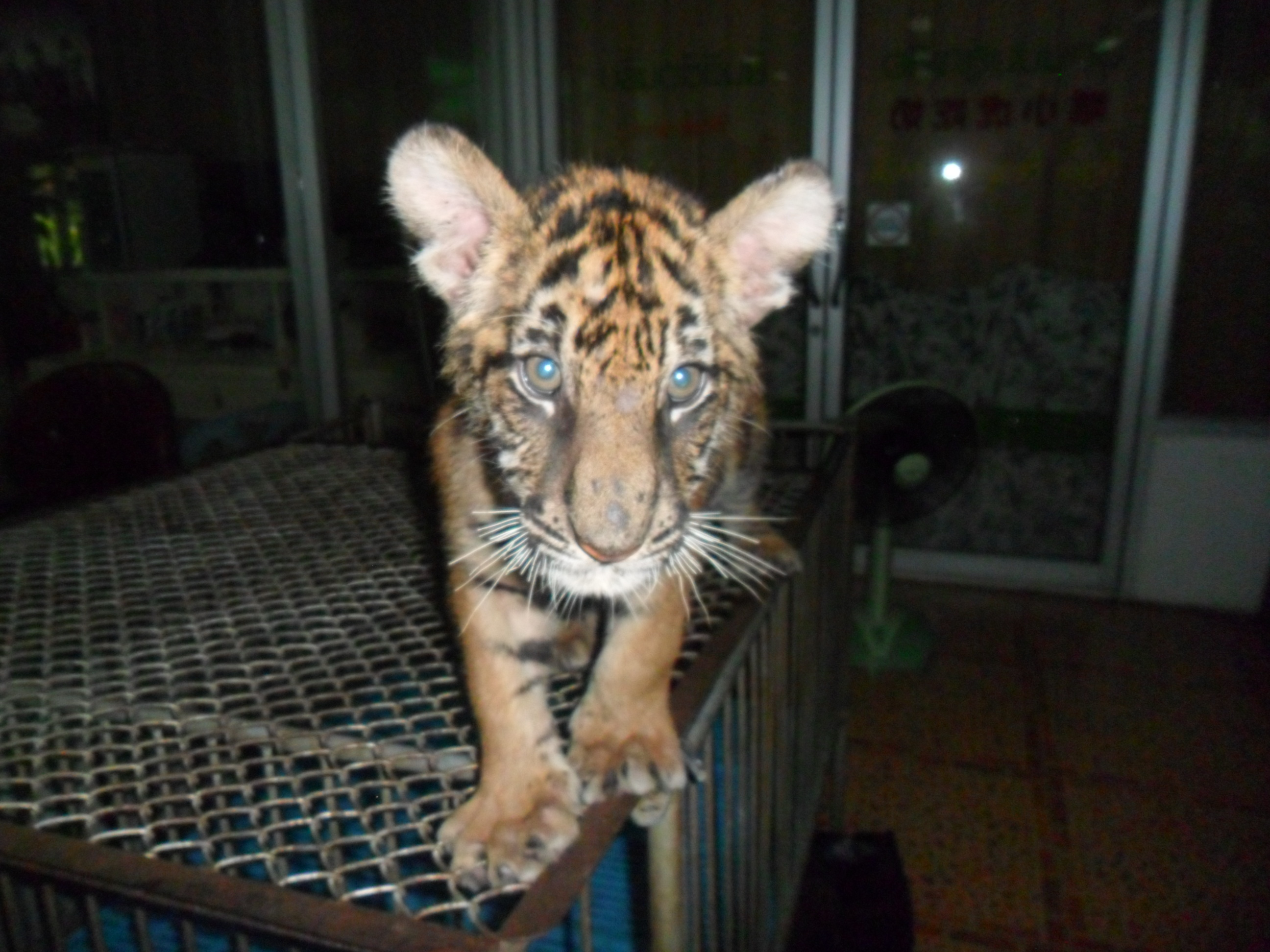
Тигренок